# NGC 365
NGC 365 est une galaxie spirale barrée relativement éloignée et située dans la constellation du Sculpteur. NGC 365 est découverte par l'astronome britannique John Herschel en 1834.

## Caractéristiques
Sa vitesse par rapport au fond diffus cosmologique est de 9 712 ± 19 km/s, ce qui correspond à une distance de Hubble de 143 ± 10 Mpc (∼466 millions d'al).
À ce jour, trois mesures non basées sur le décalage vers le rouge (redshift) donnent une distance de 106,000 ± 3,606 Mpc (∼346 millions d'al), ce qui est à l'extérieur des valeurs de la distance de Hubble.
La classe de luminosité de NGC 365 est II-III.